# Șibot
Șibot – wieś w Rumunii, w okręgu Alba, w gminie Șibot. W 2011 roku liczyła 1256 mieszkańców.